# Andreas Quedlingbourg
Andreas Quedlingbourg var en svensk tecknare, verksam i slutet av 1700-talet.
Quedlingbourg var en bondson från Skåne som fick möjlighet att studera vid Konstakademien under 1790-talet och där tilldelades han akademiens tredje medalj för sitt arbete med skissen Principe ritning af figure. Han medverkade i akademiens utställningar. 